# ایر چاتامس
ایر چاتامس (به انگلیسی: Air Chathams) یک شرکت هواپیمایی با کد یاتا 3C است که در تاریخ ۱۹۸۴ میلادی تأسیس شده است. دفتر مرکزی ایر چاتامس در جزایر چاتام واقع شده‌است و به ۶ مقصد، پرواز مستقیم انجام می‌دهد.